# Маліш Петро Іванович
Ма́ліш Петро́ Іва́нович (27 січня 1953, с. Меденичі, Дрогобицький район, Львівська область) — український письменник. Член Національної спілки письменників України (2014), Національної спілки журналістів України. У 2017-2025 роках був головою Хмельницької обласної організації НСПУ.

## Біографія
Закінчив факультет журналістики Львівський державний університет ім. І. Франка (1979). Трудовий шлях розпочав у хмельницькій обласній молодіжній газеті «Корчагінець», працюючи кореспондентом, завідувачем відділу, відповідальним секретарем. Із 1983 до 1990 рр. — редактор часопису. В наступні два роки — заступник редактора новоствореної міської газети «Вільне слово», впродовж 1993—1998 рр. — редактор обласних педагогічних видань: газети «Майбуття» та журналу «Педагогічний вісник»; згодом — власкор всеукраїнського видання «Високий Замок» у Хмельницькій області, заступник редактора обласної газети «Подільський кур'єр», завідувач відділу моралі та права у часописі «Подільські вісті».

## Творчість
Прозаїк, публіцист. Друкується з 1980 р. Автор книг:

Казки та оповідання для дітей

- «Сиділа високо крикуха». — Хмельницький: Поділля, 1995. — 16 с.
- «Зерно для хом'ячків». — Хмельницький: Вид. Цюпак, 2008. — 12 с.
- «Чому вовк без сорочки». — Городок: Бедрихів край, 2008. — 72 с.
- «Як комар збирав нектар». — Хмельницький: Вид. Цюпак, 2010. — 12 с.

Проза

- «Печаль месника: історична повість у новелах-легендах». — Хмельницька міська друкарня, 1996. — 148 с.
- «Осічка». — Хмельницький: Вид. Цюпак, 2006. — 76 с.

Документалістика та публіцистика

- «На зламі». — Львівська обласна книжкова друкарня, 2006. — 280 с.
- «Розгул червоного диявола». — Хмельницький: Інтрада, 2008. — 422 с.
- «Розгул диявола триває». — Хмельницький: Інтрада, 2011. — 336 с.
- «СТАЛІНо́їди». — Хмельницький: Інтрада, 2013. — 400 с.
- "Безкровний серпень : червень, липень, серпень 1938 року". – Кам'янець-Подільський : Друкарня "Рута", 2017. – 215 с.[1]

## Нагороди та премії
Лауреат премій: «За подвижництво у державотворенні» ім. Якова Гальчевського (2004), міської літературної ім. Богдана Хмельницького (2007), регіональної «Скарби землі Болохівської» (2010), Хмельницької міської премії ім. Миколи Орловського (2011), обласної премії ім. Дмитра Прилюка за кращу публіцистичну роботу в галузі журналістики (2015). Нагороджений медаллю «Будівничий України» (2001) Всеукраїнського товариства «Просвіта» ім. Тараса Шевченка, Золотою медаллю української журналістики (2014).